# Polypteridae
Polypteridae é uma família de peixes da ordem Polypteriformes, que inclui dois géneros e dez espécies. O grupo é exclusivo de corpos água doce de África.
A ordem Polypteriformes evoluiu no Jurássico, a partir da ordem Acipenseriformes, enquanto que a família Polypteridae surgiu no Eocénico superior.
Algumas espécies são capazes de respirar fora d´água.

## Outras características
Os polipterídeos estão confinados a lagos e rios africanos, sendo que a maioria das espécies vive na bacia do rio Congo. O corpo é alongado, à semelhança dos anguiliformes, e revestido com escamas de forma rômbica. A barbatana caudal é simétrica. A barbatana dorsal é comprida e suportada por raios ósseos. As barbatanas peitorais são globulares e suportadas por placas ósseas. O género Polypterus apresenta barbatanas pélvicas. Os polipterídeos têm, em média, 30 cm de comprimento mas há espécies que atingem  1,2 m.